# Stefanija Schabatura

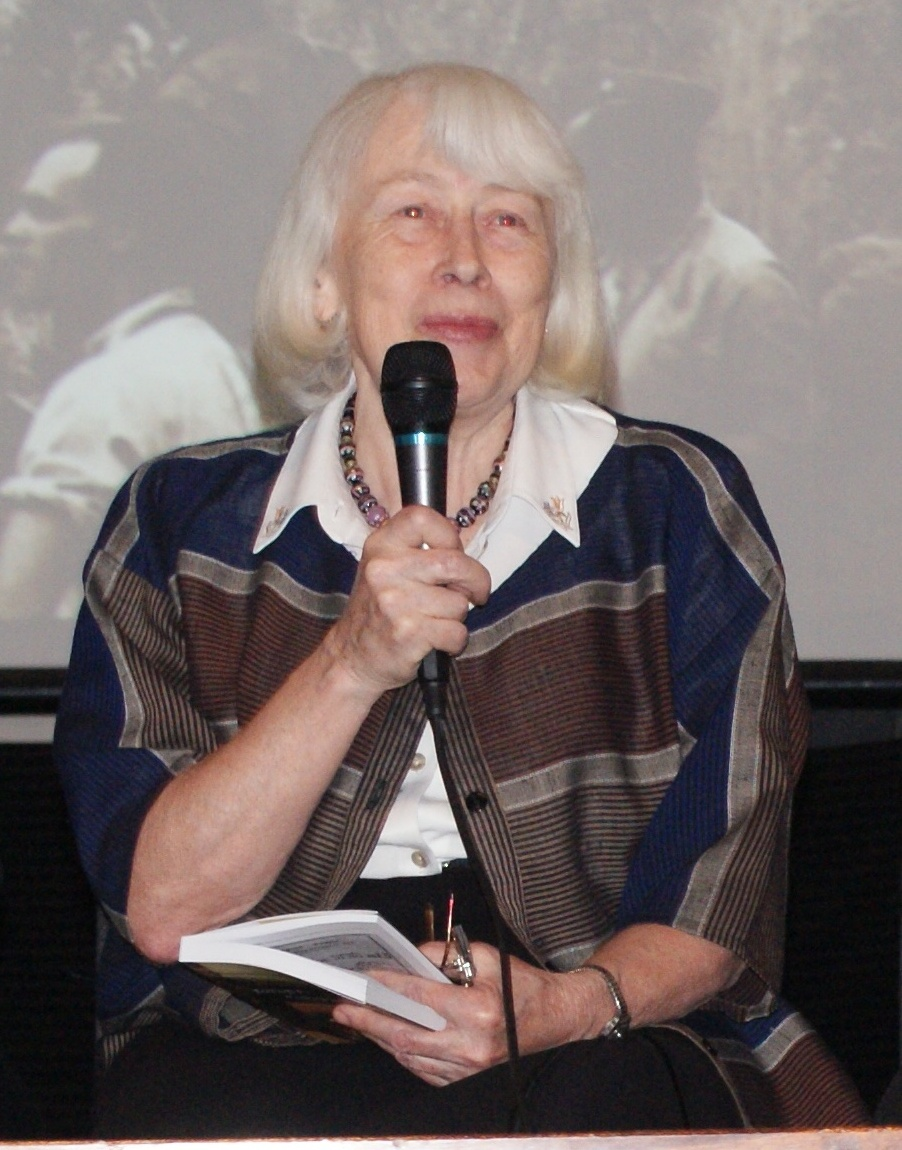
Stefanija Schabatura

Stefanija Mychajliwna Schabatura (ukrainisch Стефа́нія Миха́йлівна Шабату́ра; geb. 5. November 1938 in Iwane-Solote, Rajon Salischtschyky, Oblast Ternopil, Ukrainische SSR; gest. 17. Dezember 2014 in Lwiw (Lemberg), Westukraine) war eine ukrainische Teppichkünstlerin, Dissidentin der Sechziger und langjährige politische Gefangene während der Sowjetzeit.

## Biographie
Stefanija Schabaturas Vater ist im Krieg gefallen. Ihre Mutter Hanna Schabatura war eine berühmte Volkskünstlerin und Kunsthandwerkerin.
Schabatura war Absolventin der Lwiwer Kunstschule (1961) und des Lwiwer Instituts für angewandte und dekorative Kunst (1967) und wurde in den 1960er Jahren als Wandteppich- und Kelimherstellerin bekannt.
Ihre Arbeiten wurden in vielen Gruppenausstellungen gezeigt. Ihre Teilnahme an öffentlichen Kampagnen zur Verteidigung von Walentyn Moros und anderen ukrainischen politischen Gefangenen führte zu ihrem Ausschluss aus der Union der Künstler der Ukraine und ihrer Verhaftung. Sie wurde wegen „antisowjetischer Hetze und Propaganda“ nach Artikel 62, Paragraph 1, des Strafgesetzbuches der Ukrainischen SSR verurteilt und in einem Arbeitslager in Mordowien (1972–1976) inhaftiert, dem ein Exil in einem Dorf in Tadschikistan (1976–79) folgte. Im Lager schuf sie über 100 Exlibris und über 150 Zeichnungen, die beschlagnahmt und vernichtet wurden. Gegen Ende ihres Exils schloss sie sich der Ukrainischen Helsinki-Gruppe an. Im Dezember 1979 durfte sie nach Lwiw zurückkehren, aber erst in den späten 1980er Jahren ihre Werke ausstellen. 1990 wurde sie zum Mitglied des Lwiwer Stadtrats gewählt.
Sie war Vorsitzende der Lwiwer Mariengesellschaft Myloserdya (Милосердя).

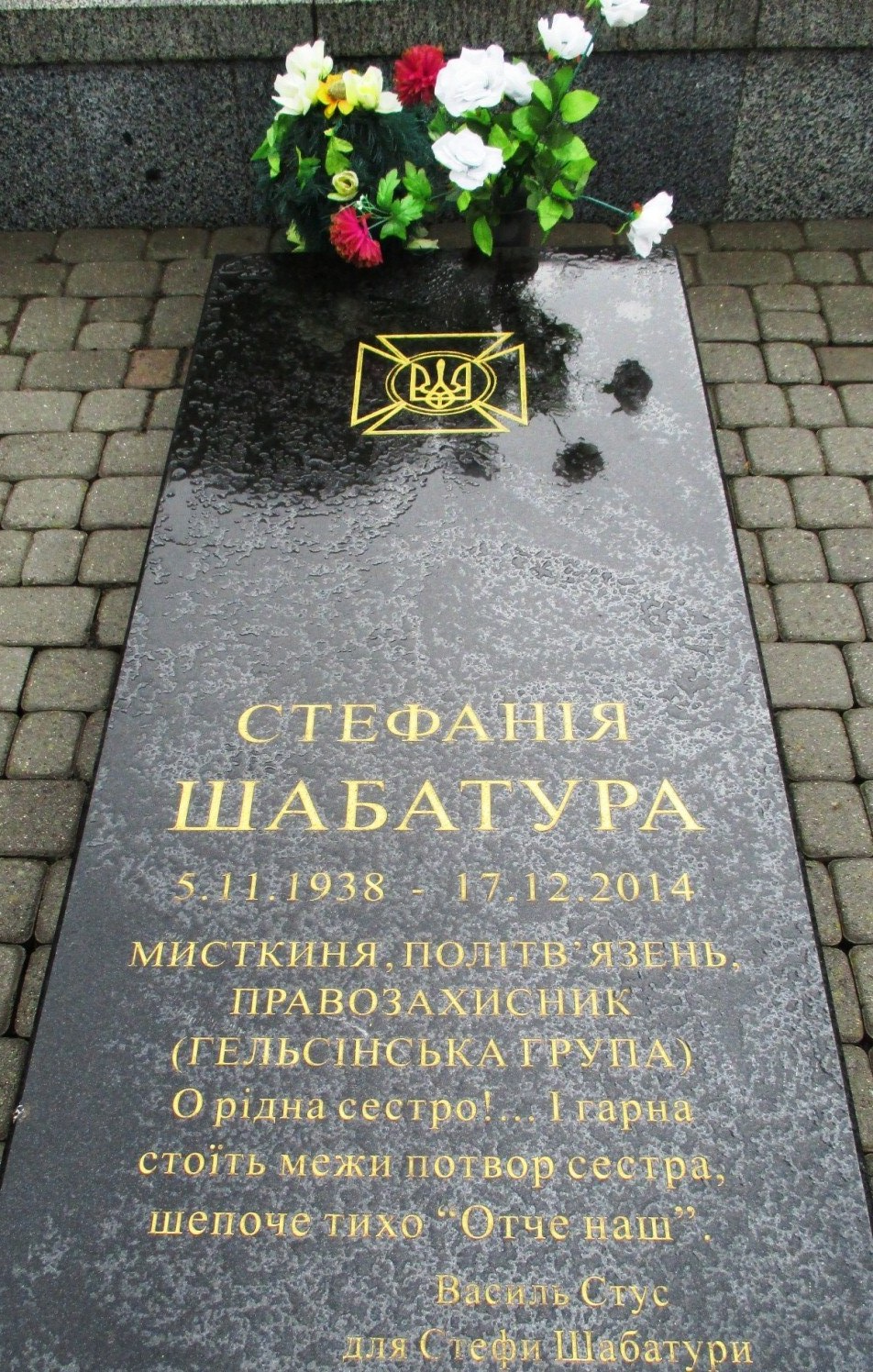
Grab

Sie ist auf dem Lytschakiwski-Friedhof (im Bereich der Ehrenbestattungen) in der westukrainischen Stadt Lwiw begraben.